# Diadumenià
Diadumenià (Diadumenianus) o Marc Opeli Diadumè, fou un emperador romà. Era fill de Macrí i de Nònia Celsa i va néixer el 19 de setembre del 208. Quan el seu pare fou proclamat emperador (217) després de la mort de Caracal·la (8 de març del 217) va donar al seu fill, de 9 anys, els títols de Caesar, Princeps Juventutis, Antoninus, i més tard (218) també els de Imperator i Augustus. Davant de la victòria d'Elagàbal sobre Macrí a Antioquia, pare i fill van fugir cap a la cort del rei Artaban V de Pàrtia, però foren traïts i executats; el seu cap fou portat a Elagàbal.